# Ysen
Ysen är en sjö i Hudiksvalls kommun i Hälsingland och ingår i Nianån-Norralaåns kustområde. Sjön är 17 meter djup, har en yta på 0,313 kvadratkilometer och befinner sig 207,2 meter över havet. Ysen ligger i Ysberget-Laxtjärnsberget Natura 2000-område. Sjön avvattnas av vattendraget Enångersån (Ysbäcken).

## Delavrinningsområde
Ysen ingår i det delavrinningsområde (682560-154615) som SMHI kallar för Utloppet av Ysen. Medelhöjden är 238 meter över havet och ytan är 1,56 kvadratkilometer. Räknas de 2 avrinningsområdena uppströms in blir den ackumulerade arean 4,5 kvadratkilometer. Avrinningsområdets utflöde Enångersån mynnar i havet. Avrinningsområdet består mestadels av skog (80 procent). Avrinningsområdet har 0,31 kvadratkilometer vattenytor vilket ger det en sjöprocent på 20 procent.